# Yuval Diskin
Yuval Diskin (en hebreo: יובל דיסקין‎) (nacido el 11 de junio de 1956) fue el 12.º Director del Servicio de Seguridad Interna de Israel, Shabak, (con frecuencia denominado en inglés como "Shin Bet") de 2005 a 2011. Fue designado por el primer ministro Ariel Sharon, y luego sirvió bajo los primeros ministros Ehud Olmert y Benjamin Netanyahu.

## Juventud y educación
Diskin nació en Givatayim. En 1974 se unió a las Fuerzas de Defensa de Israel y se desempeñó como subcomandante de compañía de Sayeret Shaked, el comando Sayeret del Comando Sur de Israel. Diskin obtuvo una licenciatura en estudios israelíes y ciencias políticas de la Universidad Bar Ilan y una maestría en ciencias políticas y administración pública de la Universidad de Haifa .

## Carrera en el servicio secreto, 1978-2011
En 1978, después de su servicio militar obligatorio, Diskin se unió al Shabak y en los años siguientes sirvió en varios puestos operativos en el distrito de Naplusa en Cisjordania, y en Beirut y Sidón durante la Guerra del Líbano de 1982 . En 1984 fue nombrado jefe de operaciones en el distrito de Naplusa y en 1989, en los distritos de Yenín y Tulkarem, también en el norte de Cisjordania. Durante este tiempo estuvo a cargo de recopilar y analizar inteligencia sobre las actividades de los grupos terroristas en el área y realizar operaciones basadas en esta inteligencia.
En 1990, fue nombrado jefe de departamento de la División Antiterrorista de Shabak, responsable de la recopilación y el análisis de inteligencia y de la realización de operaciones basadas en la información recibida. En 1993, el primer ministro Yitzhak Rabin y el entonces director general de Shabak, Yaakov Peri, le encomendaron establecer vínculos con las fuerzas de seguridad palestinas como parte del Acuerdo de Paz de Oslo. En 1994, se convirtió en el jefe general de la División de Inteligencia y Contraterrorismo y la División de Contrainteligencia.
En 1997, Diskin fue nombrado comandante del Distrito de Jerusalén. Durante su mandato, Shabak desarrolló métodos operativos sofisticados, tecnología avanzada y capacidades de extracción de datos, y al implementarlos pudo debilitar el ala militar de Hamás en Cisjordania, lo que condujo a una disminución importante en la cantidad de ataques terroristas en Israel. De 2000 a 2003, como subdirector del Shabak, implementó el uso de métodos tecnológicos avanzados y doctrinas operativas. Durante la época de la Segunda Intifada, Diskin dirigió las actividades de Shabak en el campo de la lucha contra el terrorismo, desarrollando capacidades operativas y contramedidas contra los ataques suicidas, que habían costado cientos de vidas. También desarrolló la doctrina de los "Centros de Operaciones de Comando y Control" (CCOC), en la que estableció un proceso combinado de recopilación, análisis e implementación de inteligencia entre el Shabak y diferentes cuerpos de inteligencia y seguridad para producir inteligencia procesable más precisa.
En 2003, durante un año sabático, se convirtió en asesor especial del director del Mossad, Meir Dagan. Durante este tiempo estableció una metodología para las nuevas tácticas operativas del Mossad.
El 15 de mayo de 2005, fue designado por el Primer Ministro Ariel Sharon para reemplazar a Avi Dichter como director del Shabak. En 2006, las principales preocupaciones de Shabak eran los ataques suicidas, la obtención de inteligencia de alta precisión y la evaluación de la situación con respecto a las elecciones en el Consejo Legislativo Palestino. Diskin y Shabak estaban entre las pocas personas de las fuerzas de seguridad israelíes que predijeron que Hamás ganaría las elecciones. Más tarde ese año, Diskin advirtió sobre el aumento de la tasa de contrabando en la Ruta Philadelphi, que estaba bajo control egipcio, y afirmó que en dos años la franja de Gaza se convertiría en un "Líbano", el Shabak se centró en mejorar sus capacidades tecnológicas, operativas y de recopilación de inteligencia en la frontera egipcia.
Diskin se opuso públicamente al intercambio de prisioneros en el que fue liberado Gilad Shalit . Reiteró que su objeción se basaba en la percepción de que este tipo de intercambio fomenta el secuestro de soldados y civiles, fortalece la infraestructura terrorista a largo plazo y debilita las capacidades de disuasión de Israel.
Durante su mandato como director, Diskin lideró el desarrollo de las capacidades cibernéticas de Shabak. Estas capacidades contra el ciberterrorismo son tanto ofensivas, que previenen los ataques terroristas y suicidas hasta el punto de ser suprimido en Israel, como defensivas, como en la protección de la infraestructura esencial de Israel, como la electricidad, el transporte, las telecomunicaciones y la banca. También abogó por una revisión de la Autoridad contra las Amenazas Cibernéticas de Israel, transformándola de un organismo puramente regulador a un organismo activo, que trabaja para identificar y prevenir ataques cibernéticos.
En 2009, en un acto inusual, el primer ministro israelí, Binyamin Netanyahu, solicitó a Diskin que ampliara su servicio, debido a su papel integral y único en el mantenimiento de la seguridad nacional de Israel.
El 15 de mayo de 2011, Diskin fue reemplazado como Director por su ex suplente, Yoram Cohen .

## Carrera desde 2011
En 2011, Diskin cofundó con el exjefe del departamento de tecnologías operativas y el exjefe del departamento de TI en Shabak, una empresa de seguridad cibernética de alta tecnología, donde se desempeña como presidente. La empresa ofrece soluciones de seguridad cibernética para las principales corporaciones multinacionales.
En febrero de 2015, Avi Primor, ex embajador en Alemania, presentó Diskin como director de Diskin Advanced Technologies a Ferdinand Piëch, VW-CEO "como un favor". Como resultado de la reunión, Diskin y Piëch fundaron una empresa llamada Cymotive Technologies en Herzliya, con un 40 % de propiedad a través de AutoVision de VW y un 60 % de Diskin Advanced Technologies, para cerrar las brechas de ciberseguridad de los automóviles vinculados. Primor le contó a Piëch sobre el inminente dieselgate.

### Análisis y opiniones
En enero de 2013, antes de las elecciones parlamentarias de Israel, Diskin criticó duramente el liderazgo de Binyamin Netanyahu.
Diskin, junto con el exdirector del Mossad Meir Dagan y el exjefe de personal de las FDI Gabi Ashkenazi, han sido muy críticos con las posiciones diplomáticas de la coalición del primer ministro Netanyahu; desde su retiro del Shabak, ha hablado en varias ocasiones sobre su opinión sobre la necesidad de un progreso diplomático frente a la Autoridad Palestina y el mundo árabe en general.

## Vida personal
Diskin está casado con la Dra. Isabel Arend Diskin, investigadora de Neurociencia Cognitiva en la Universidad Ben-Gurion.

## Honores
En 2012, Diskin fue seleccionado por la revista Foreign Policy como uno de los 100 mejores pensadores globales por su destacada contribución al debate intelectual sobre política exterior.
En 2012, Diskin, junto con los otros ex directores vivos de Shabak, apareció en un documental, The Gatekeepers, en el que discutió algunos de los principales eventos de su mandato en Shabak y se identificó como un hablante fluido de árabe.